# ペーザロ家の祭壇画

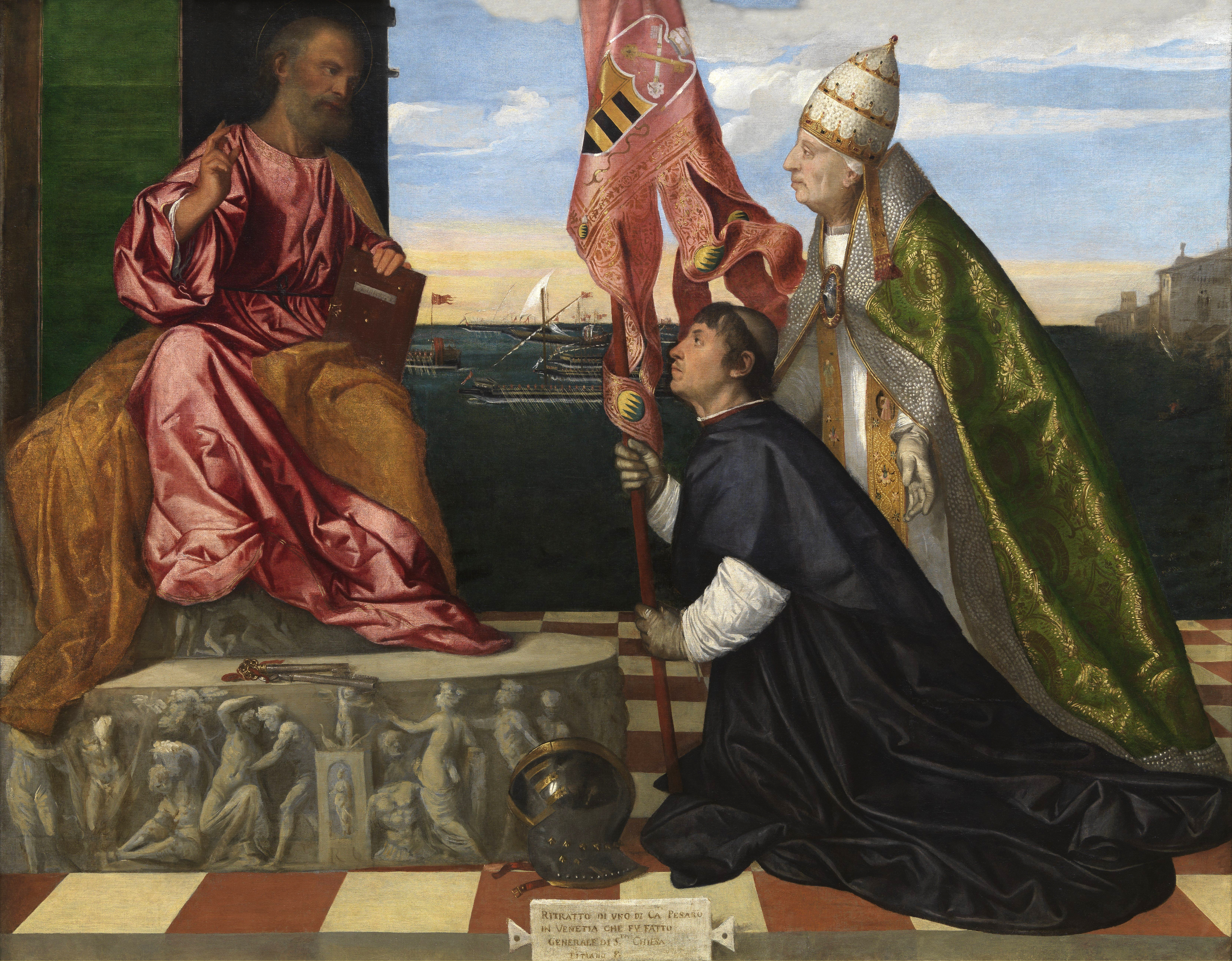
『聖ペテロと教皇アレクサンデル6世、ペーザロ司教』1506年から1511年。アントワープ王立美術館所蔵。

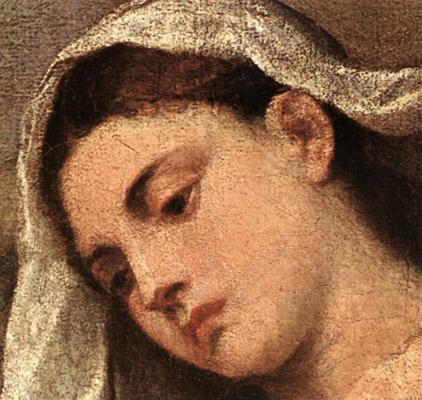
聖母マリアの顔。

『ペーザロ家の祭壇画』（ペーザロけのさいだんが、伊: Pala Pesaro、英: Pesaro Altarpiece）あるいは『聖会話とペーザロ家の寄進者たち』は、イタリア、盛期ルネサンスのヴェネツィア派の巨匠ティツィアーノ・ヴェチェッリオが1519年から1526年にかけて制作した絵画である。油彩。ティツィアーノの宗教画を代表する大作の1つで、1518年に一族がヴェネツィアのフランチェスコ会のサンタ・マリア・グロリオーザ・デイ・フラーリ聖堂の礼拝堂を購入したヤコポ・ペーザロ（Jacopo Pesaro）の発注で制作された。構図は極めて独創的であり、その後のヴェネツィアの祭壇画に大きな影響を与えた。礼拝堂に設置された絵画は現在も同じ場所に残されている。

## 制作経緯
1519年4月24日にヤコポ・ペーザロによって発注された。この人物はキプロスの都市パフォスのドミニコ会の司教で、ボルジア家の教皇アレクサンデル6世によって教皇領の海軍の司令官に指名されていた。この発注は1499年から1503年の第二次オスマン＝ヴェネツィア戦争において、ヤコポ・ペーザロが1502年6月28日のサンタマウラの戦いで教皇軍のガレー船20隻を率いる司教兼司令官として戦い、勝利したことを感謝するためと考えられている。この発注を受けるまでにティツィアーノは同教会の主祭壇画『聖母被昇天』を制作しており、さらにその数年前には同じくヤコポ・ペーザロの発注で『聖ペテロと教皇アレクサンデル6世、ペーザロ司教』（Jacopo Pesaro presentato a san Pietro da papa Alessandro VI）を制作している。本作品が完成したのは発注から7年後であり、1526年12月8日に無原罪の御宿りの祭壇で式典が行われた。ティツィアーノに支払われた報酬は102ドゥカートという驚くほど低価格であり、複数回の分割払いで支払われた。

## 作品
ティツィアーノは幼児キリストを抱く聖母マリアの前で敬虔なポーズでひざまずくヤコポ・ペーザロを描いている。聖母のすぐ斜め下には青い衣服に輝く黄色のマントをまとった聖ペテロがおり、読書を中断して聖母にティツィアーノのパトロンを紹介している。階段に目立つように置かれているのは、聖ペテロの天国の鍵である。聖母に向かうその対角面はヤコポのそれと平行している。階段の一番上にある聖母の位置は「階段の聖母」（Madonna della Scala）として、そして天国への階段としての彼女の天上の役割を仄めかしている。ティツィアーノはすぐに出産で死去した自身の妻を本作品の聖母マリアのモデルとして用いた。彼女は顔をヤコポに向けているが、一方の幼児キリストは別の方向を向き、左足を上げて聖母の腕の中から踏み出そうとしている。これはおそらく復活したキリストが墓から出てくる予兆を踏み出すポーズとして表現している。
画面左端の大きな赤い旗は中央に教皇の紋章を、その下にヤコポの紋章を目立つように示している。また、勝利の象徴である月桂樹の枝も旗の先端に飾られている。この赤い旗を掲げながら、ターバンを巻いたトルコ人とムーア人の2人の捕虜を引っ張っている、黒い甲冑に身を包んだ騎士（聖ゲオルギウス、アマシアの聖テオドロス、聖マウリティウスとも言われる）はおそらく1502年のトルコ人に対するヤコポの勝利の言及である。右側ではアッシジの聖フランチェスコが5人のひざまずくペーザロ家の成員をキリストと結びつけている。彼らのうち緋色の服を着ているのはフランチェスコ・ペーザロ（Francesco Pesaro）であり、アッシジの聖人とフランチェスコとの同一性の道筋を通してキリストの救いが達成できることを示唆している。聖フランチェスコのすぐ後ろにはパドヴァの聖アントニウスの姿があり、いずれもフランチェスコ会の聖人である。フランチェスコ・ペーザロの背後にはアントニオ、ファンティーノ、ジョヴァンニが座っている。幼い子供はアントニオの息子でフランチェスコの甥にあたるレオナルドであり、無邪気な様子で鑑賞者の側を見ている。ただし5人の識別については様々に言われており、ベネディット、ヴィットーリオ、アントニオ、ファンティーノ、ジョヴァンニ、あるいはベネディット、アントニオ、ジョヴァンニ、ルナルド、ニコロとするなどの見解がある。
寄進者の家族に大きな動きはなく、対して他のすべての人物は精力的に身振りで示し、対角面を占めている。上部で切り取られた大きな円柱が上にある階段は、斜めに空間に押し戻されている。雲の上には幼児の天使たちが現れ、鑑賞者に背中を見せている天使が十字架を持っている。この天使の背中は聖母の膝の上でふざけて向きを変え、視線を戻す聖フランチェスコを見下ろす幼児キリストと並置されている。生地、特に旗や衣装は特徴として豊かで質感がある。この生地の質感への注意は、空の明るい光と暗いアクセントの変化によってさらに強化されている。水路にきらめくヴェネツィアの光が絵画を照らしているようである。 

### 構図

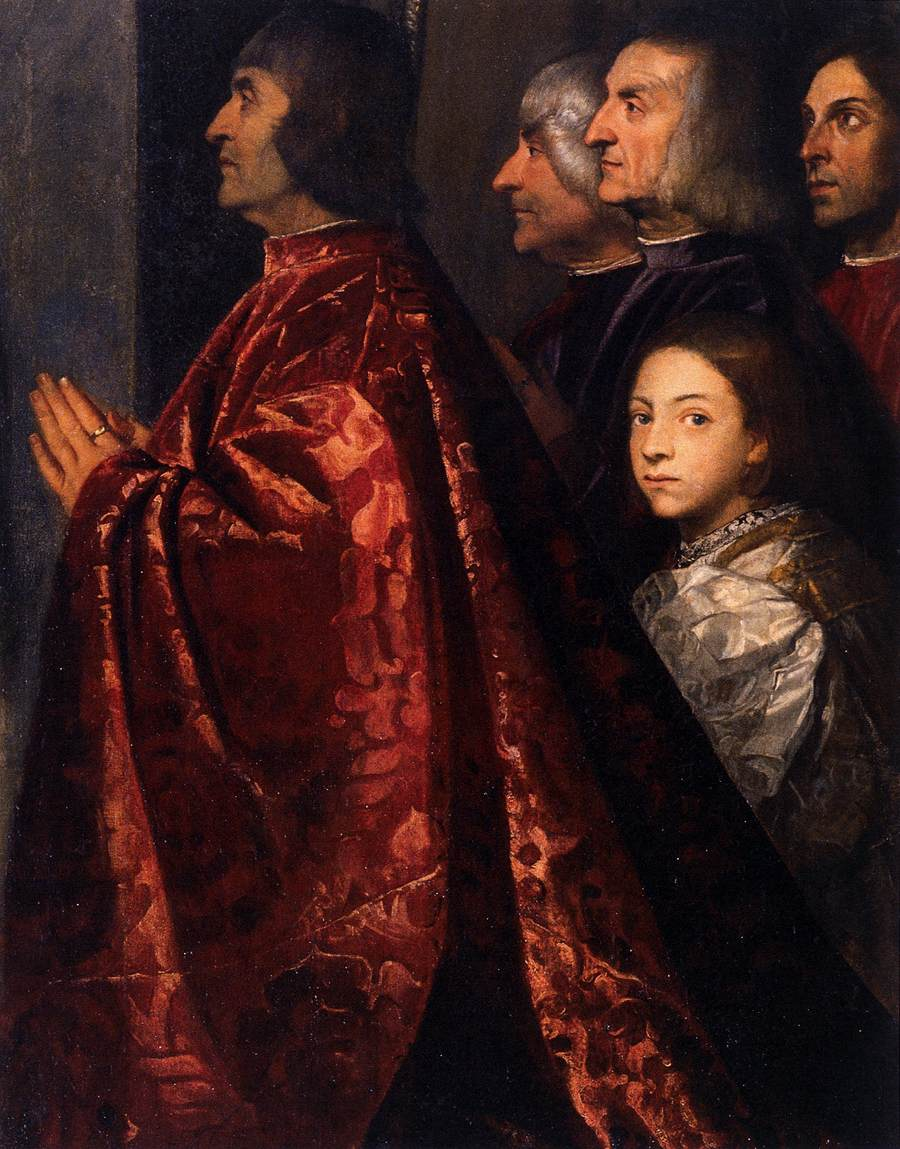
寄進者の家族。

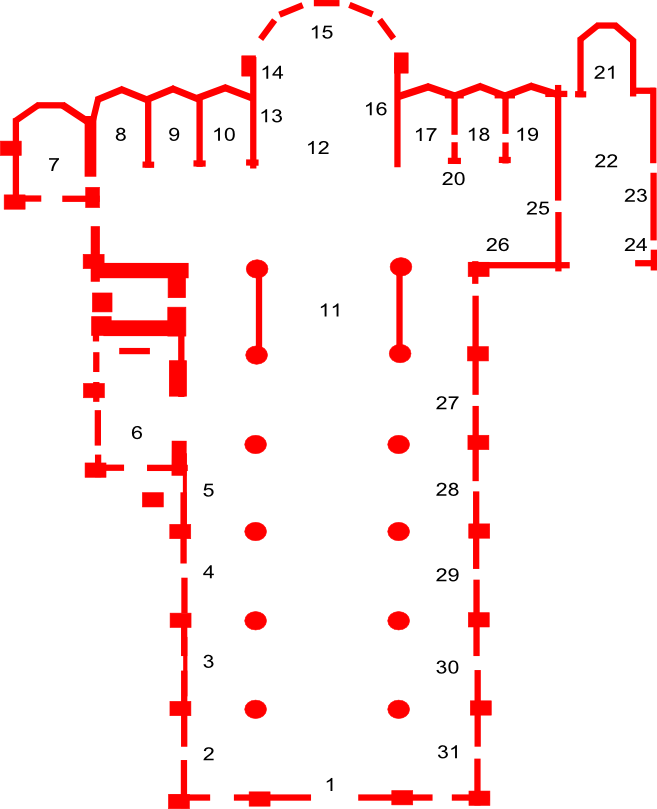
サンタ・マリア・グロリオーザ・デイ・フラーリ聖堂内部。ティツィアーノの『ペーザロ家の祭壇画』と『聖母被昇天』の設置場所はそれぞれ5と15。

本作品は革新的な『聖母被昇天』の後に行われたさらなる研究によって特徴づけられている。それまで聖会話は聖母を画面の中央に据えて構図が形成されていたが、ティツィアーノは聖母を伝統的な位置から横に動かしており、それにもかかわらず、巨大な円柱に寄りかかるように玉座に座る聖母は他の人物によって形成された幾何学的なピラミッドの頂上にあり、加えて見事な色彩の使用によって絵画の焦点となっている。さらに聖母より一段低い位置に配置されている聖ペテロは画面の中央で、ヤコポ・ペーザロとフランチェスコ・ペーザロによって形成されるピラミッドの頂点に位置している。これにより、ティツィアーノは絵画を通してより大きな動きの感覚を可能にし、バロック時代のより複雑な構図技法を予言している。ティツィアーノは鑑賞者の目を聖母子に引き寄せるために斜めと三角形の原理を使用して、作品内に階層を作り出し、ペーザロ家が敬虔であることを示すとともに、精神的な人物の空間と我々の空間とを統合している。
加えて、この構図は祭壇画が身廊の左側の壁に設置されることを考慮している。聖堂に入った鑑賞者は最初に左からの角度で絵画を見るため、聖母が左から歩いてくる礼拝者を迎えるように画面右に左方向を向いて配置されている。これらの点から本作品は特に革新的であり、発展した盛期ルネサンス様式の作例を示している。
祭壇画に合うように端を切り落とされている2本の大きな円柱を伴う建築学的な舞台設定は、天国に目を向けさせる垂直方向と作品の高さを強調している。絵画の中央にあるこれらの柱はルネサンス絵画では前例のないものであり、いくつかの論争の対象となっている。X線撮影はティツィアーノが柱に落ち着く前に、その場所に他のいくつかの建築要素を描いていたことを明らかにしている。一部の批評家は、ティツィアーノが柱を塗装しなかったとさえ推測している。屋外の設定は人物たちのやり取りがポルティコで行われていることを示唆しているが、2本の円柱は人物以上に壮大であり、人物像と鑑賞者をより大きな暗黙の力にほとんど畏敬の念を抱かせる。
ティツィアーノは同じくサンタ・マリア・グロリオーザ・デイ・フラーリ聖堂のパオロ・ヴェネツィアーノの14世紀の『聖母子と二人の聖人と二人の寄進者』（Virgin and Child two saints and two donors）を知悉していたと思われる。ここでは聖母子の両側に聖人と寄進者が対称的に配置され、聖母と幼児キリストはそれぞれ左右別方向を向いており、両作品が全く似ていないにもかかわらず、共通する要素を備えている。

## 影響
パオロ・ヴェロネーゼのアカデミア美術館の『聖カタリナの神秘の結婚』（Mystic Marriage of Saint Catherine）やサン・フランチェスコ・デッラ・ヴィーニャ教会の『聖家族と聖カタリナ、大修道院長聖アントニウス』（Holy Family with St. Catherine and St. Anthony Abbot）、ヤコポ・バッサーノのバッサーノ市立博物館の『聖母の即位と聖人たち、ソランツォ家の人々』（Madonna Enthroned with Saints and Members of the Soranzo Family）、トジオ・マルティネンゴ絵画館のモレット・ダ・ブレシアの『バリの聖ニコラスによって聖母子に引き合わせられるロヴェッリの学生』（St. Nicholas of Bari presents the Rovelli students to Madonna and Child）といった作品に影響を与えている。

## 修復
2012年5月20日にボローニャ近郊で発生したイタリア北部地震によって、祭壇画が設置された祭壇とその上の窓および壁が地震によって損傷を受けたため、絵画は祭壇から取り外され、保存状態が調査された。その結果絵画の不安定な状況が確認されたため、非営利団体セーブ・ヴェネツィアの資金提供により長期にわたる保護活動が開始された。祭壇画は多くの箇所でひび割れや泡立ち、あるいは絵具層の剥離が見られ、少なくとも過去2世紀にわたってこの状態が続き、ティツィアーノの作品を脅かしていた。痛みの原因は高い湿気に晒されたことと、湿度と温度の急激な変化などであり、洗浄によって汚れや酸化したニスの除去、修復に加えて、これらの原因に対策が施された。修復作業は修復家ジュリオ・ボーノ（Giulio Bono）をはじめとするイタリアの最高の修復化学者や技術者、文化省の職員らによって行われた。絵画が保護されている間は複製画が教会に展示された。
2017年9月21日、修復された『ペーザロ家の祭壇画』が再設置されたことを祝う式典に400人以上が出席し、教区司祭パドレ・リノ・ペッランダ（Padre Lino Pellanda）、ヴェネツィアの文化財保護局局長エマヌエラ・カルパニ（Emanuela Carpani）、プロジェクトを監督したジュリオ・マニエリ・エリア（Jiulio Manieri Elia）、セーブ・ヴェネツィアの理事アルベルト・ナルディ（Alberto Nardi）の演説が行われた。  

## ギャラリー

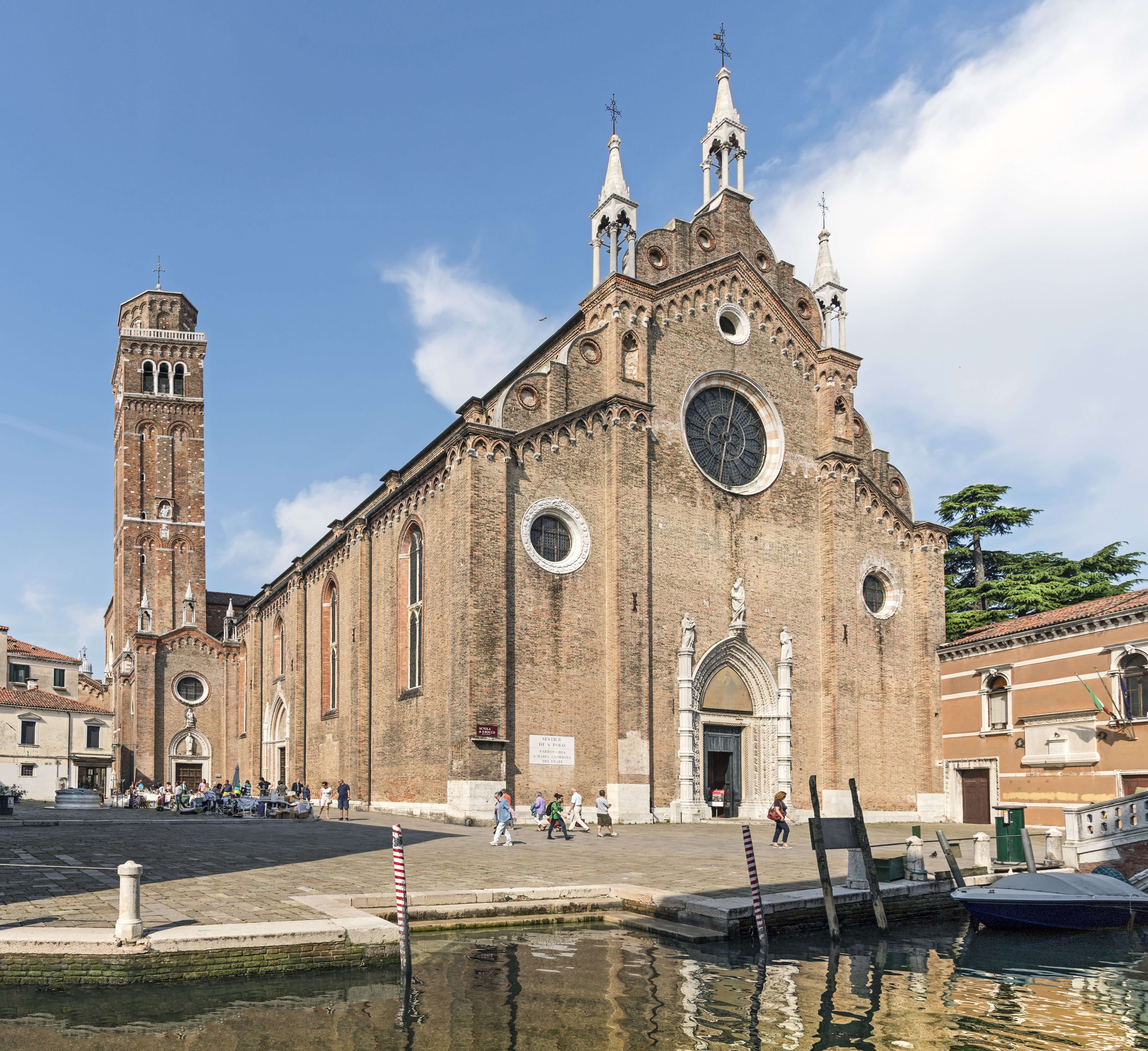
サンタ・マリア・グロリオーザ・デイ・フラーリ聖堂
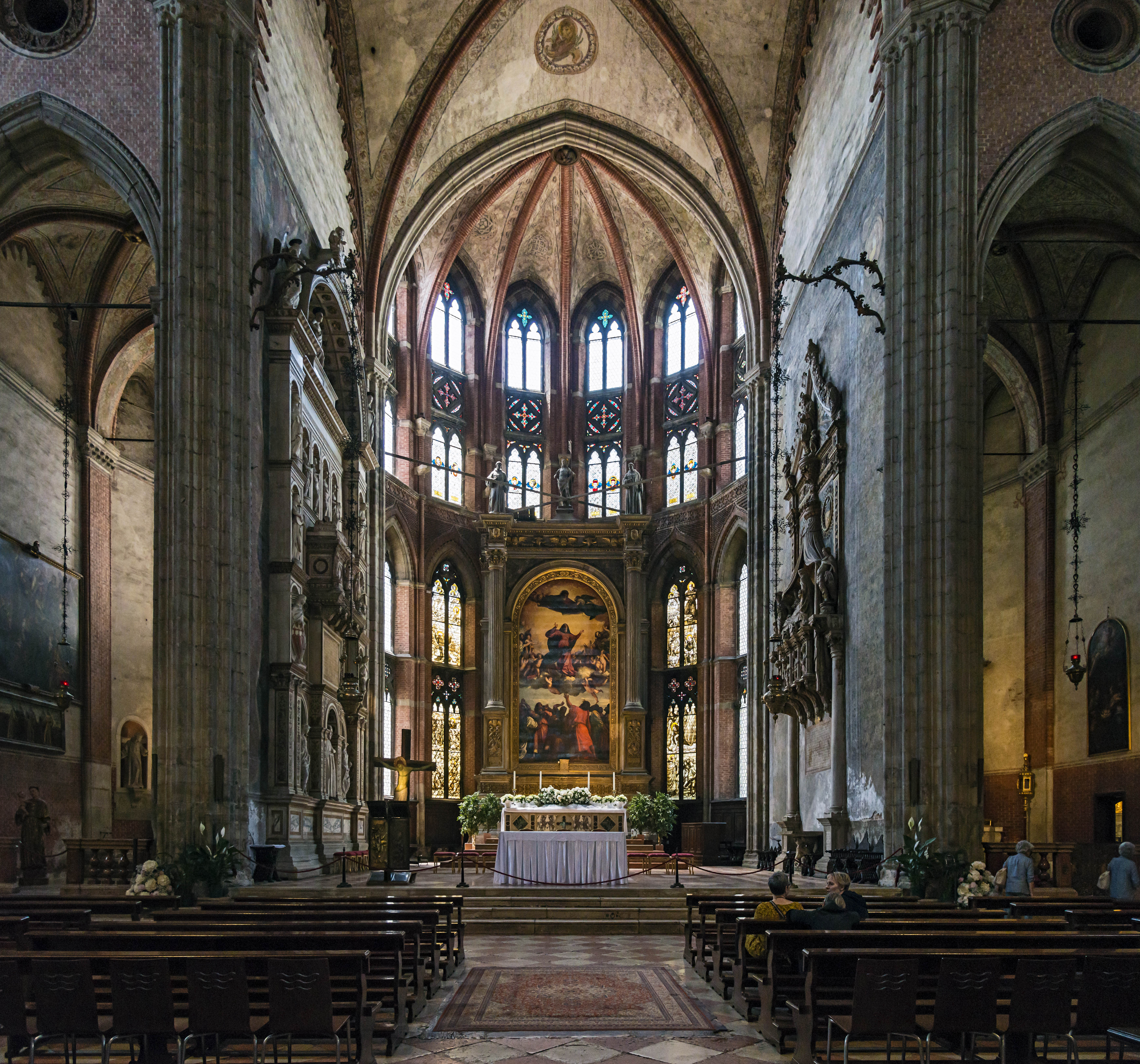
ティツィアーノの主祭壇画『聖母被昇天』1518年
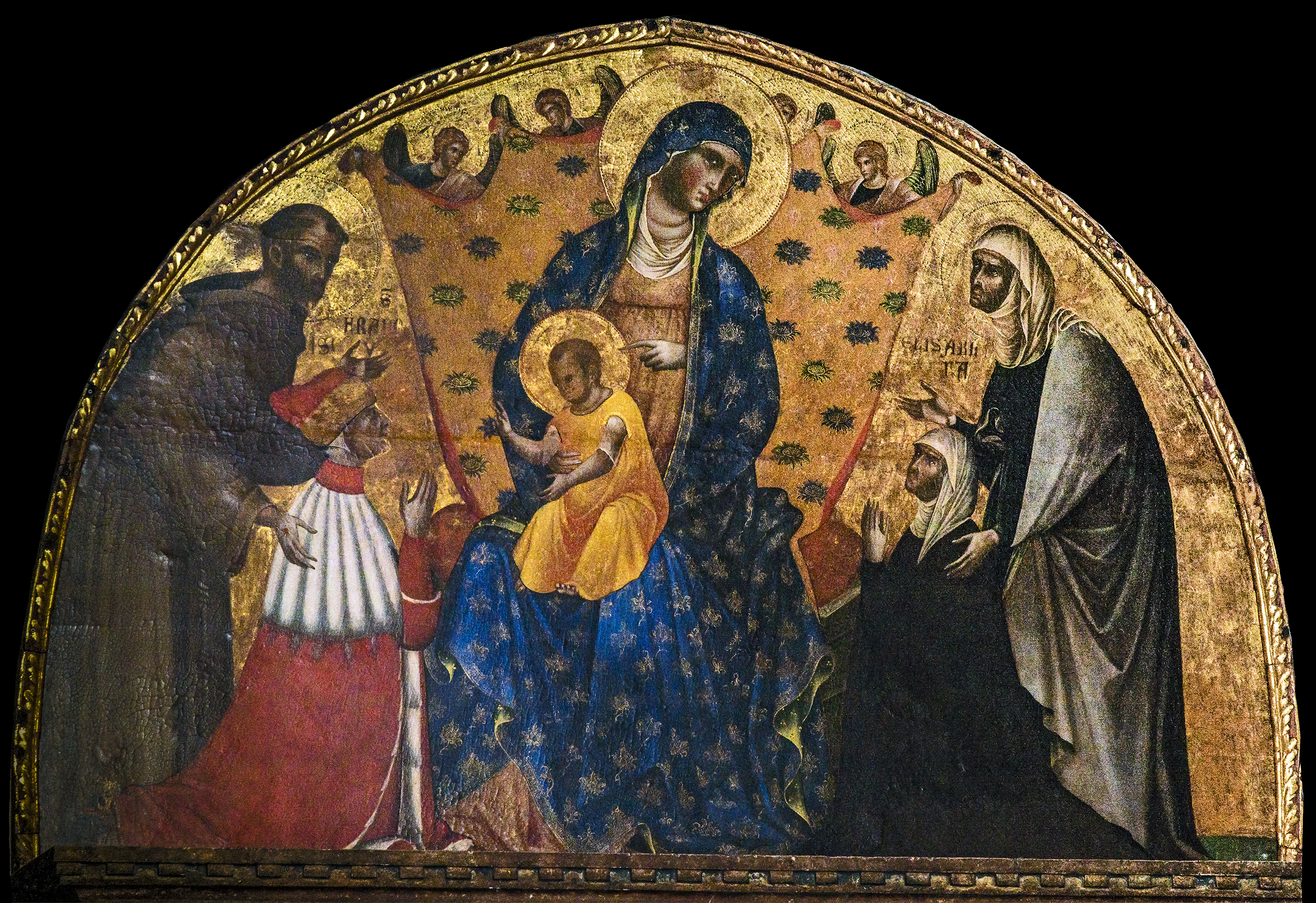
パオロ・ヴェネツィアーノ（英語版）『聖母子と二人の聖人と二人の寄進者』

本作品に影響を受けた絵画作品
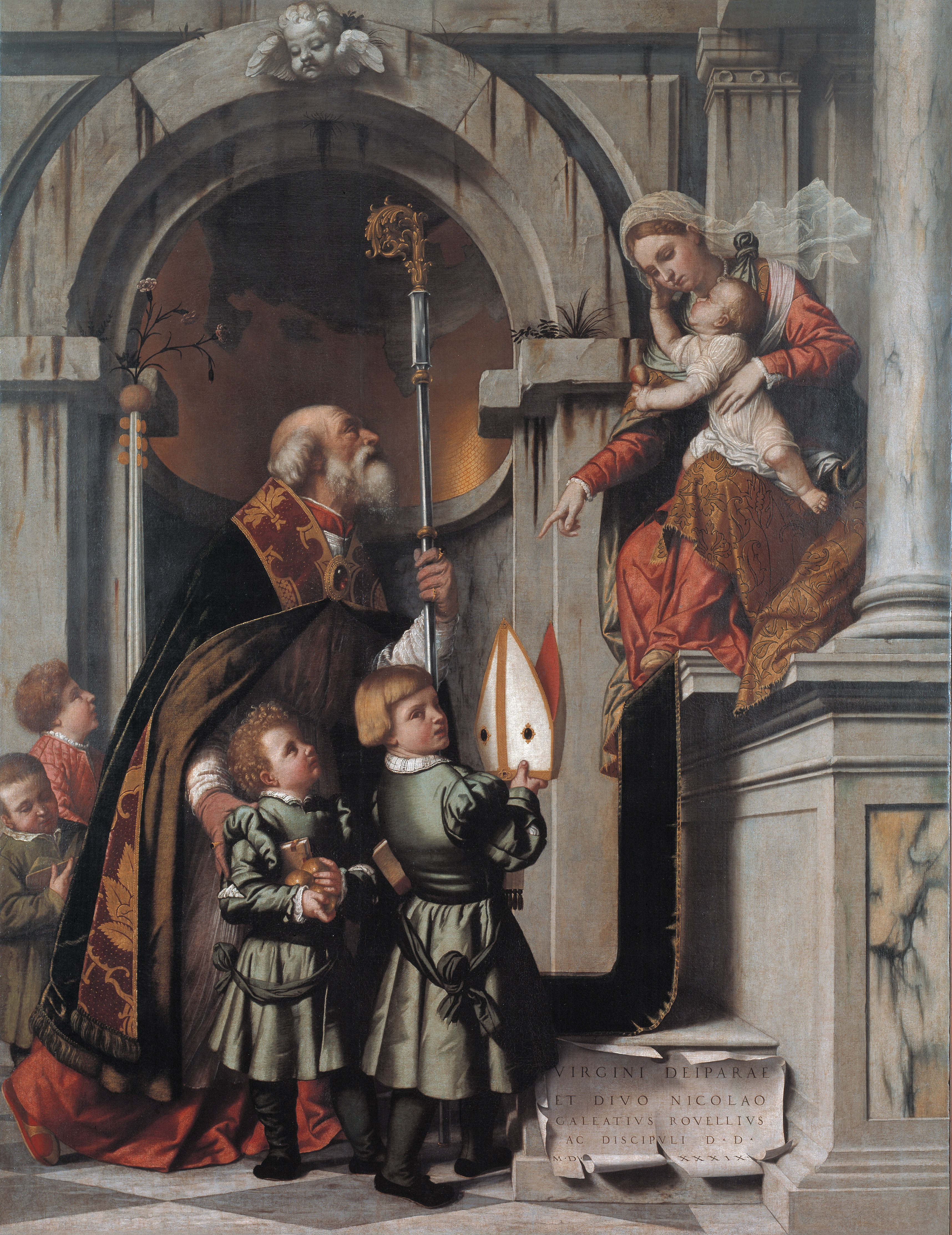
モレット・ダ・ブレシア『バリの聖ニコラスによって聖母子に引き合わせられるロヴェッリの学生』1539年 トジオ・マルティネンゴ絵画館（英語版）所蔵
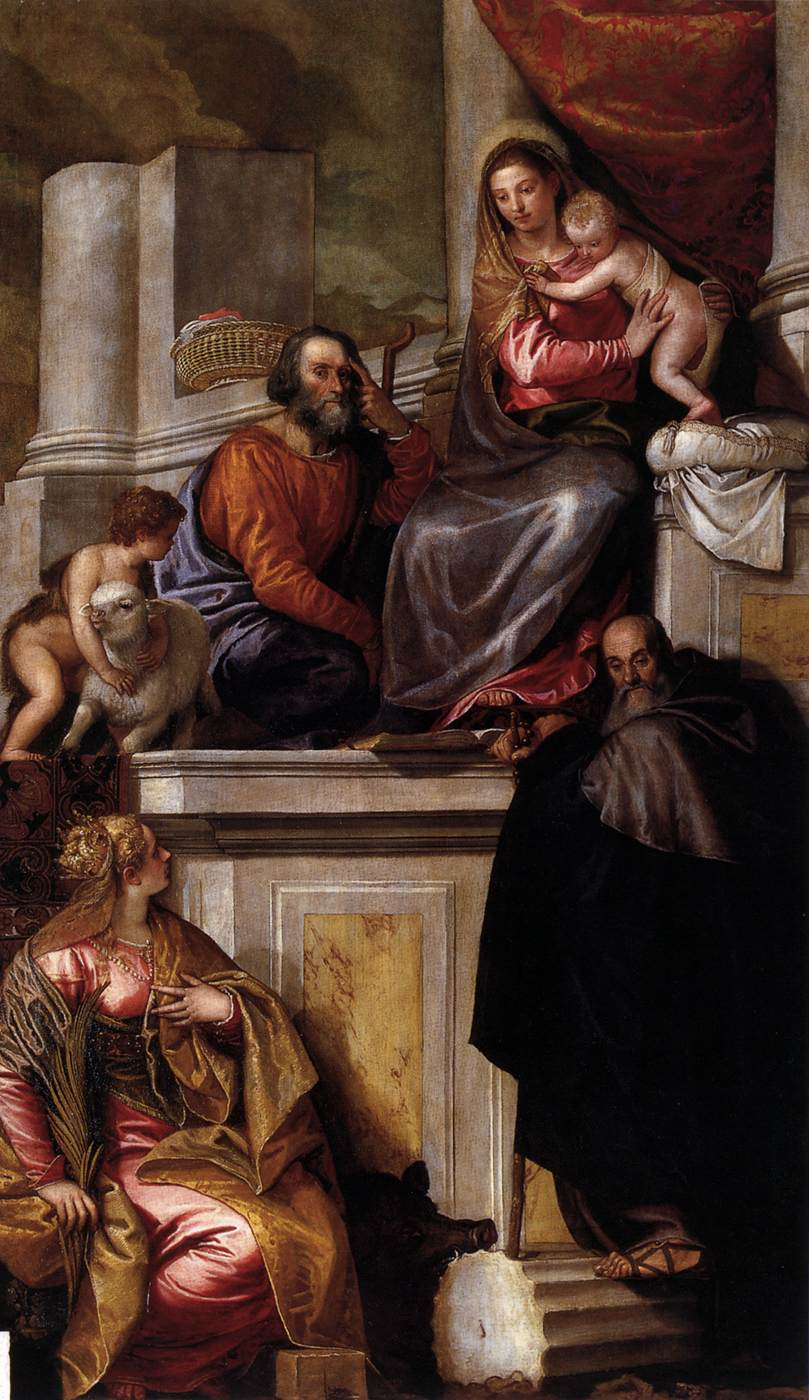
パオロ・ヴェロネーゼ『聖家族と聖カタリナ、大修道院長聖アントニウス』1551年 サン・フランチェスコ・デッラ・ヴィーニャ教会（英語版）所蔵
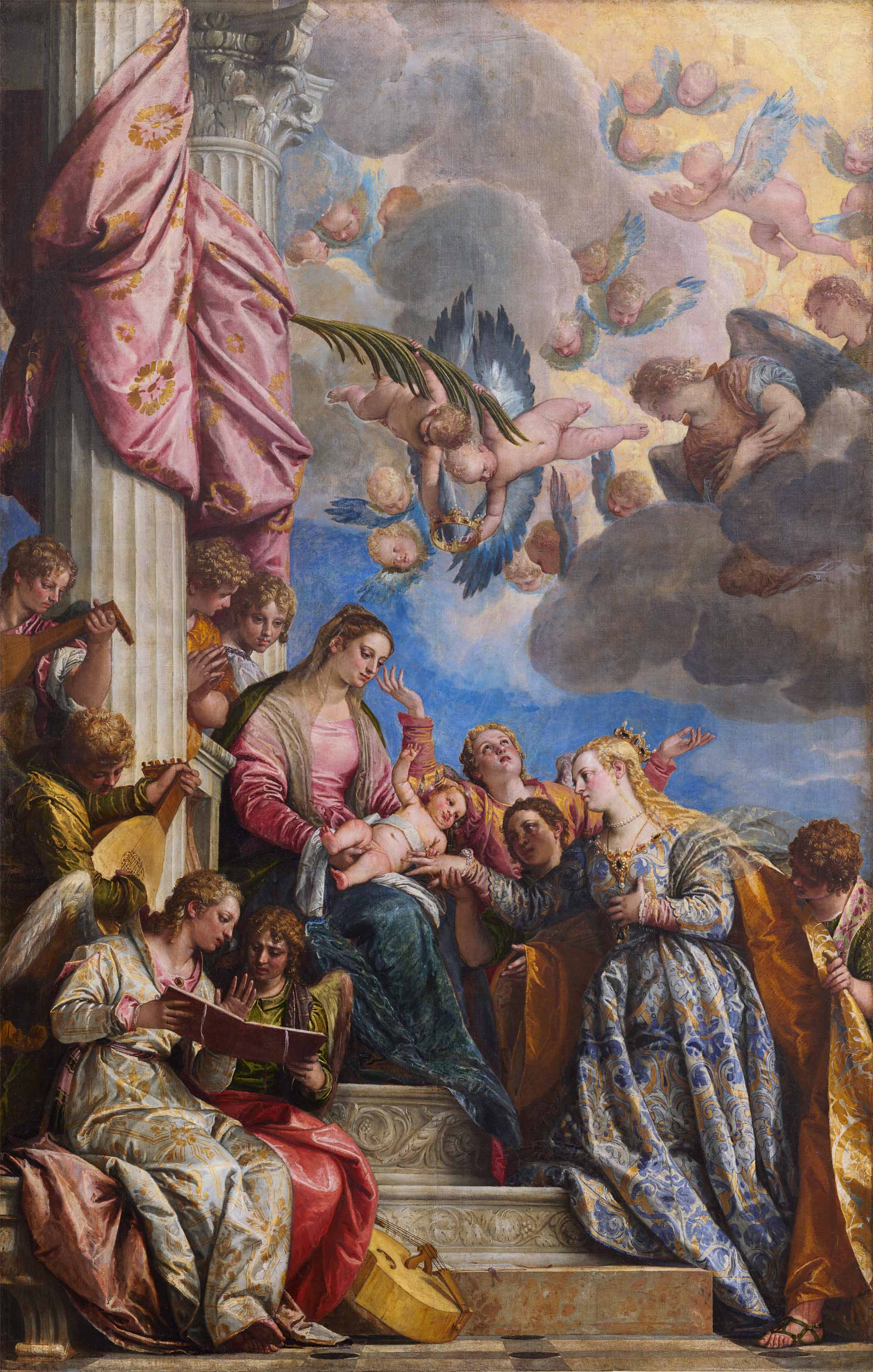
パオロ・ヴェロネーゼ『聖カタリナの神秘の結婚』1575年頃 アカデミア美術館所蔵